# Resolutie 606 Veiligheidsraad Verenigde Naties
Resolutie 606 van de Veiligheidsraad van de Verenigde Naties werd unaniem aangenomen op 23 december 1987, als laatste VN-Veiligheidsraadsresolutie van dat jaar.

## Achtergrond
In 1968 hadden de Verenigde Naties het mandaat dat Zuid-Afrika over Namibië had gekregen beëindigd. Het land weigerde echter te vertrekken, waarna de VN de Zuid-Afrikaanse administratie in Namibië illegaal verklaarden en Zuid-Afrika een wapenembargo oplegden. De buurlanden van Namibië die de Namibische onafhankelijkheidsstrijd steunden werden door Zuid-Afrika geïntimideerd met geregelde militaire invasies.

## Inhoud
De Veiligheidsraad:
- Herinnert aan resolutie 602 die de secretaris-generaal mandateerde om de terugtrekking van Zuid-Afrika uit Angola op de voet te volgen en hierover te rapporteren.
- Neemt nota van zijn rapport.
- Is erg bezorgd over de blijvende bezetting van een deel van Angola.

1. Veroordeelt het racistische regime van Zuid-Afrika voor die bezetting en de vertraging bij de terugtrekking van de Zuid-Afrikaanse troepen.
2. Vraagt de secretaris-generaal om te blijven toezien op de terugtrekking en een tijdsschema te bekomen van Zuid-Afrika.
3. Vraagt de secretaris-generaal om zo snel mogelijk te rapporteren over de uitvoering van deze resolutie.
4. Besluit om op de hoogte te blijven.

## Verwante resoluties
- Resolutie 591 Veiligheidsraad Verenigde Naties (1986)
- Resolutie 602 Veiligheidsraad Verenigde Naties
- Resolutie 610 Veiligheidsraad Verenigde Naties (1988)
- Resolutie 615 Veiligheidsraad Verenigde Naties (1988)

Lijst ·  594 ·  595 ·  596 ·  597 ·  598 ·  599 ·  600 ·  601 ·  602 ·  603 ·  604 ·  605 ·  606